# Ningen Zen Kyodan
Pour les articles homonymes, voir Ningen.
Ningen Zen Kyodan est une branche, japonaise à l'origine, du bouddhisme zen de tradition Rinzai. Fondée au XXe siècle, elle cherche à développer le mouvement zen. Elle compte seize centres. L'enseignement du bouddha: le dharma est primordial à ses yeux, tout comme établir la paix sur terre.

## Sources
- Le site (en anglais) de l'école Ningen Zen Kyodan.